# Матті Уппа
Матті Уппа (фін. Matti Uppa, Фінляндія) — колишній фінський стронгмен. Виступи розпочав у 1995 році. Переважну більшість виступів провів на теренах рідної Фінляндії а саме у змаганні Найсильніша Людина Фінляндії.